# مراد ياكين
مراد ياكين (Murat Yakin) (15 سبتمبر 1974 في بازل في سويسرا – )؛ هو لاعب ومدرب كرة قدم سويسري من أصول تركية. كان يلعب كمدافع. يشغل حالياً منصب مدرب منتخب سويسرا لكرة القدم منذ عام 2021.

## وصلات خارجية
- مراد ياكين على موقع الاتحاد الدولي (مؤرشف)  (الإنجليزية)
- مراد ياكين على موقع الاتحاد الأوربي (الإنجليزية)
- مراد ياكين على موقع اتحاد تركيا (لاعب) (الإنجليزية)
- مراد ياكين على موقع قاعدة بيانات كرة القدم.إي يو (الإنجليزية)
- مراد ياكين على موقع بيانات كرة القدم. دي إي (الألمانية)
- مراد ياكين على موقع ناشيونال فوتبول تيمز (الإنجليزية)
- مراد ياكين على موقع Soccerbase.com (مدرب) (الإنجليزية)
- مراد ياكين على موقع Soccerway.com (الإنجليزية)
- مراد ياكين على موقع عالم كرة القدم.نت (الإنجليزية)